# 135-й окремий батальйон територіальної оборони (Україна)
135 окремий батальйон територіальної оборони (об ТрО) 114-ї окремої бригади територіальної оборони — військове формування Сил територіальної оборони Збройних Сил України в Обухівському районі Київської області.

## Про підрозділ
Завдяки відданості та поглибленій підготовці наших воїнів, 135 об ТрО заслужив визнання, як один з найкращих підрозділів Сил територіальної оборони ЗСУ. А завдяки проактивності та персональному вкладу командування й членів батальйону, а також небайдужих добродіїв нині має достойну матеріально-технічну базу: транспорт (зокрема броньований), «натівське» озброєння, різноманіття безпілотних засобів ураження та можливість «донавчати» особовий склад за власною програмою на власному тренувальному центрі (першому і поки єдиному серед підрозділів Сил ТрО).

## Бойовий шлях
Батальйон брав та бере безпосередню участь в бойових діях на Сході та Півдні України. 135 об ТрО захищали Сіверодонецьк, Лисичанськ, Спірне, Ямполівку, Врубівку, Миколаївку, Бахмут і Кліщіївку.

## Структура підрозділу
Можна виділити такі основні структурні підрозділи у складі батальйону: Командування, стрілецькі роти, рота вогневої підтримки, підрозділ БПЛА, мінометна батарея, підрозділ розвідки та підрозділи забезпечення (зв'язок, сапери, логістика, матеріальне забезпечення)

## Озброєння та техніка
Батальйон активно використовує не лише радянські зразки озброєння, а й сучасні зброю та боєприпаси країн НАТО. У складі батальйону є власна потужна мінометна батарея. Також в розпорядженні 135 об ТрО має американський гусеничний бронетранспортер М113, броньовану санітарну машину Британської армії — Samaritan а завдяки підтримці небайдужих автопарк скоро поповниться високомобільним позашляховиком — Pinzgauer.
Особлива увага приділяється напрямку БПЛА. У складі батальйону є цілий взвод БПЛА, який використовує безпілотники різного типу і нині посідає 40 місце серед усіх безпілотних підрозділів Збройних Сил України.

## Цінності
Бійці та командування в першу чергу акцентують на тому, що вони — звичайні люди, яким притаманні нормальні людські цінності та принципи:
- Чесність (Прозорість — це основа довіри. Тут ти в обличчя почуєш усе, що треба та маєш достойно це приймати.)
- Рівність (Тут панують людські відносини, а не дідівщина та наганяйство. Всі кимось були в цивільному житті.)
- Відданість (Як країні, так і своїм ідеалам. Тут ставлять загальні інтереси вище власних.)
- Сміливість (Не безглузда, «на драйві», а доросла усвідомлена та мудра сміливість)
- Майбутнє (Не за те, що було, а за те, що буде: діти, подорожі, бізнеси, мрії та оновлена країна.)
- Родина (Як головна мотивація — аби захистити рідних і швидше повернутися в їх коло.)
- Гумор (Добрий смачний підкол допомагає зберігати бойовий дух і долати виклики. Поки виходить жартувати — все не так уже й погано.)

## Рекрутинг
Батальйон самостійно займається рекрутингом і пропонує військовозобов'язаним і чинним військовослужбовцям вибір із 7-и напрямів підготовки та бойової роботи: піхотинець, навідник міномета, оператор БПЛА, сапер, бойовий медик, розвідник і віднедавна — снайпер.